# Lower Largo
Lower Largo is een dorp in het Schotse raadsgebied Fife, gelegen aan Largo Bay, een baai langs de noordzijde van de Firth of Forth. Het grenst aan het plaatsje Lundin Links.

## Geschiedenis
Largo is een oud vissersdorp in de Largo-parochie. Opgravingen bij een begraafplaats uit het einde van de 5e eeuw wijzen op een vroege bewoning van de plaats en er zijn gegevens over de Tempeliers die in de 12e eeuw land ten oosten van de stad in bezit hadden. In 1513 maakte Sir Andrew Wood, de lord high admiral, er een "burgh of barony" van. Dit betekende dat het dorp het recht had om een marktkruis op te richten en wekelijkse markten te houden, maar niet de uitgebreide handelsrechten van een koninklijke burgh kreeg.
In 1654 vermeldde de Nederlandse cartograaf Joan Blaeu Largo als "Largow burne-mouth" in zijn Nova Fifae Descriptio.

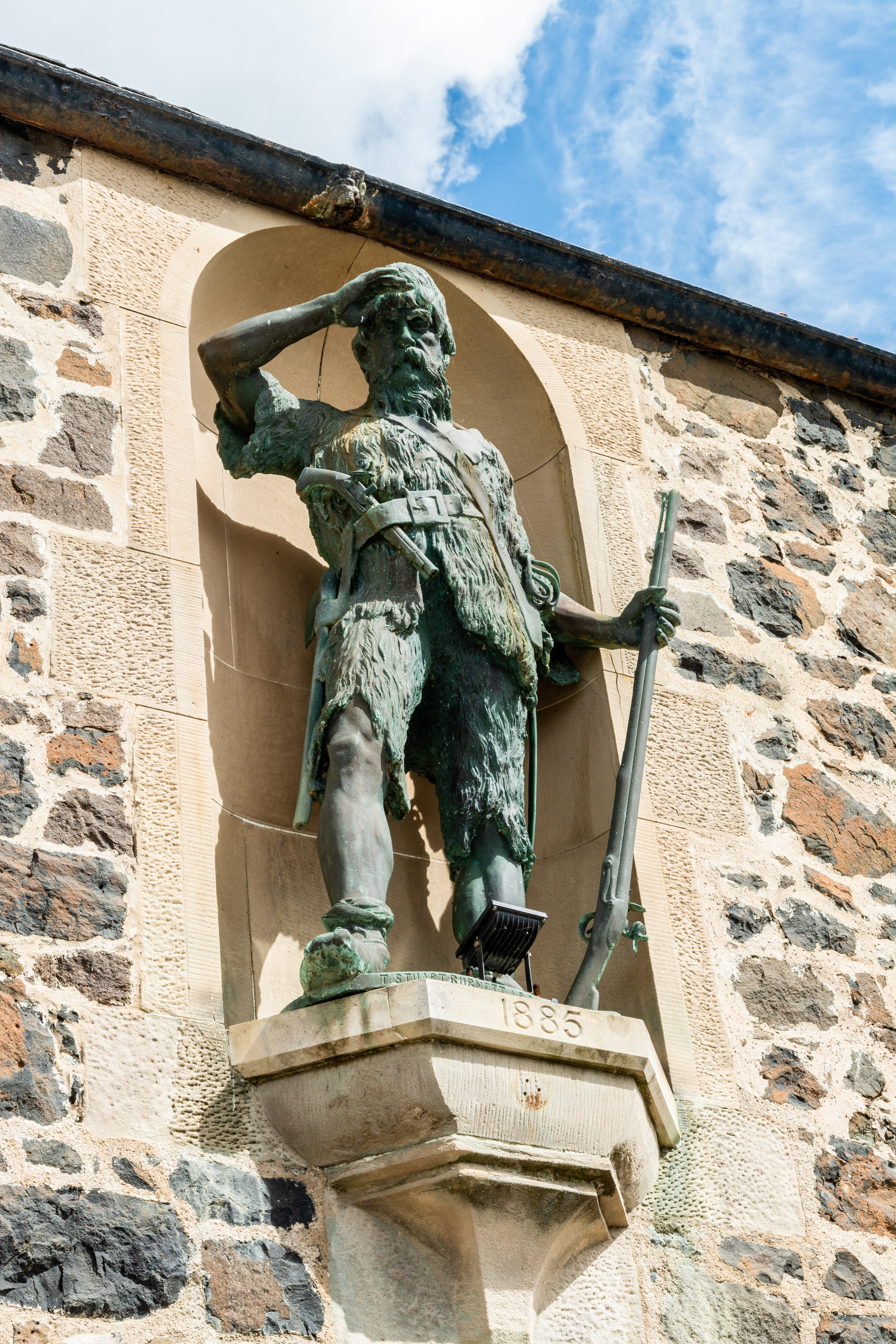
Standbeeld van Alexander Selkirk in Lower Largo.

In Lower Largo is 1676 Alexander Selkirk geboren, die de inspiratie vormde voor de Robinson Crusoe, de roman van Daniel Defoe. In het huis dat nu bij zijn geboortehuis staat op 99-105 Main Street, staat een levensgroot standbeeld van Selkirk die in zelfgemaakte geitenvellen de horizon afspeurt. Een wegwijzer bij de haven wijst naar de Juan Fernández-archipel, zo'n 7300 kilometer ver weg, waar Selkirk meer dan vier jaar als schipbreukeling heeft geleefd.
De komst van de spoorweg in 1857 bracht veel toeristen naar het zandstrand van Lower Largo. Het dorp heeft veel historische gebouwen uit de 17e tot 19e eeuw behouden, en in 1978 werd het aangewezen als beschermd gebied. De Fife Coast Railway door Lower Largo werd in 1965 gesloten als onderdeel van het herstructureringsprogramma van de Britse spoorwegen dat bekend staat als de Beeching cuts (onder leiding van Richard Beeching), en hoewel het sindsdien niet meer in gebruik is, blijft het viaduct dat het dorp domineert een belangrijk plaatselijk herkenningspunt.
Het oorlogsmonument in Lower Largo is ontworpen door Sir Robert Lorimer.